# RTL News
Die RTL News GmbH ist ein deutsches Nachrichten-Produktionsunternehmen. Es betreibt eine der größten deutschsprachigen Nachrichtenwebsites in Deutschland. Der Hauptsitz der RTL News GmbH ist im Hauptsitz von RTL Deutschland in Köln-Deutz. Das Unternehmen ist eine Tochtergesellschaft von RTL Deutschland, die wiederum eine hundertprozentige Tochtergesellschaft der RTL Group ist.
Die Produktions-Unit ging im Februar 2021 durch strategische Neustrukturierung im Unternehmen aus dem damaligen infoNetwork von RTL hervor.

## Geschichte
Im August 2000 wurde die Webseite RTL.de, die sich damals noch hauptsächlich mit dem zugehörigen Fernsehsender RTL Television beschäftigte, um das Angebot der Sender RTL II und Super RTL erweitert und präsentierte sich als „RTL World“ im Internet, welche zwei Jahre später um Auto-Inhalte erweitert wurde. Zudem wurden einige Rubriken gekürzt, um das TV-Programm näher in den Mittelpunkt der Website zu rücken.
Ein weiteres Update der Website gab es am 22. Februar 2007, als die Farbgebung auf dunkelblau geändert wurde und einer verbesserten Einbindung der Videoinhalte in das Angebot. Ein halbes Jahr später, im Oktober 2007, wurde das mobile RTL-Portal mobile.rtl.de veröffentlicht, welches Videos, Klingeltöne, Spiele und spezielle Infopakete für die mobilen Nutzer bereithielt.

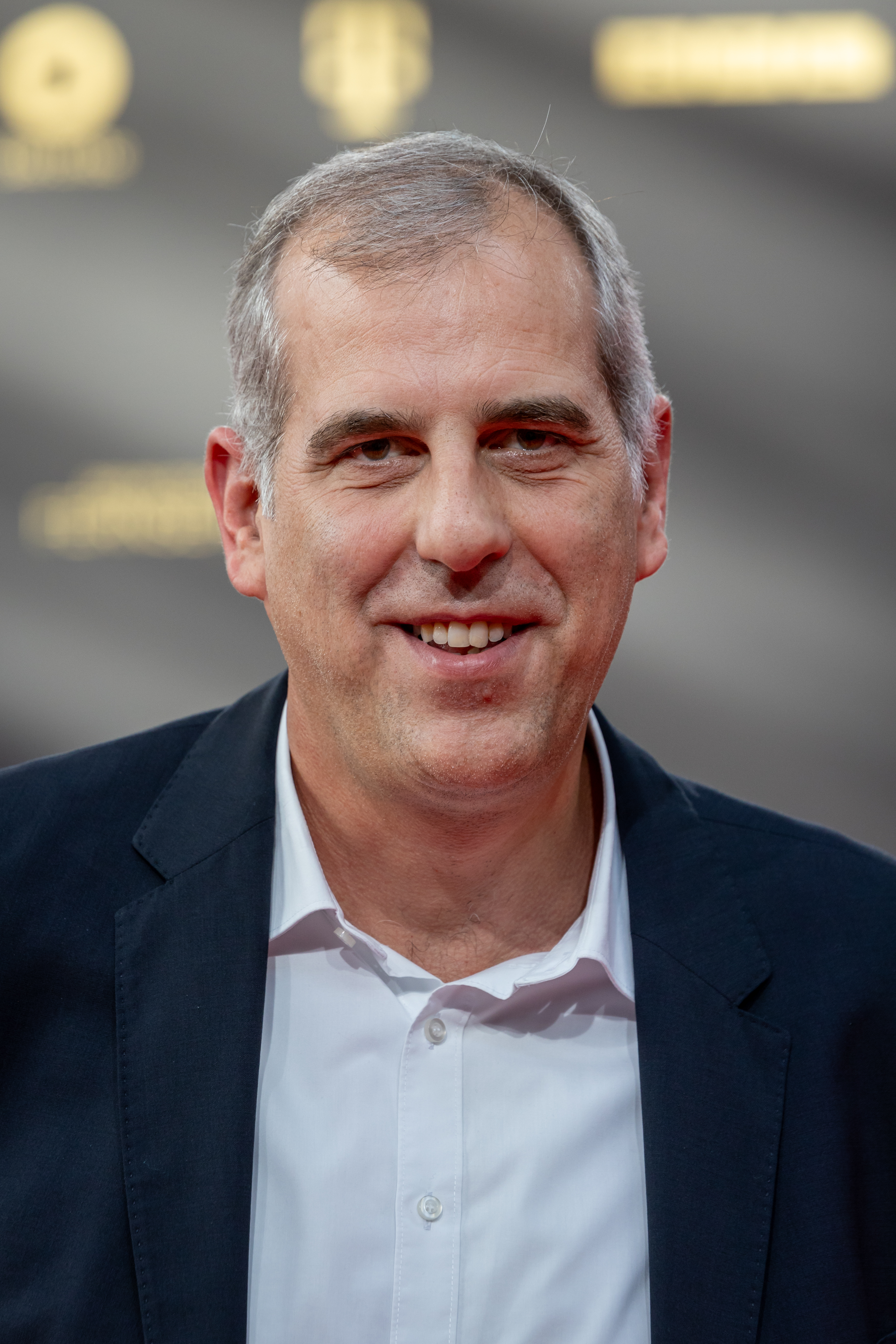
Stephan Schmitter, Geschäftsführer

Ab dem 19. Dezember 2018 wurde die Website als General-Interest-Portal betrieben unter dem Namen RTL.de, welches auch im Logo hervorgehoben wurde. Zusätzlich zu den eigenen Formaten wurden seitdem auch über tagesaktuelle Themen aus den Ressorts Politik, Wirtschaft, Sport, Lifestyle sowie über weitere Themen des allgemeinen Lebens berichtet. Ebenso wurde im Zuge des Relaunchs das Ratgeberportal für Frauen und Familien frauenzimmer.de sowie die Unterhaltungsmarke RTL Next in das neugestaltete General-Interest-Portal RTL.de integriert. Seit dem 13. September 2021 gibt es bereits einen einheitlichen Nachrichtenbereich auf der Website, welcher im Zuge eines Design-Relaunches und im Rahmen von RTL United unter dem Namen RTL News auftritt und alle Nachrichten- und Regionalangebote von RTL bündelt.
Im Zuge dessen firmierte auch das Produktionsunternehmen infoNetwork mit Geschäftsführer Stephan Schmitter zu RTL News GmbH um. Auch die Abteilungen Produktion und Sendebetrieb des RTL-Tochterunternehmens Cologne Broadcasting Center befinden sich seitdem unter dem Dach von RTL News.

## Geschäftstätigkeit

### Produktionen
RTL News GmbH ist Produzent jeglicher Nachrichtensendungen und Magazine der Sender von RTL Deutschland, wie beispielsweise Punkt 6, RTL aktuell, Exclusiv – Das Starmagazin oder Team Wallraff – Reporter undercover.
Die Chefredaktion Primetime besteht aus Christian Schleker und Michael Wulf.

### Nachrichtenportal
Neben den Informationen zu den hauseigenen Sendungen und Shows des Fernsehsenders RTL Television werden auf RTL News seit dem Relaunch im Dezember 2018, damals noch unter dem Namen RTL.de, zusätzliche Ressorts behandelt. Als General-Interest-Portal werden neben exklusiven Inhalten über verschiedene TV-Sendungen wie DSDS, Dschungelcamp, Bauer sucht Frau, Punkt 12 und Gute Zeiten, schlechte Zeiten nun auch über allgemeine Themen, die den deutschsprachigen Raum aktuell beschäftigen, berichtet.
Über alle Endgeräte, Kanäle und Medien veröffentlicht das Newsportal RTL News heute multimediale Nachrichten und Videos zum aktuellen Weltgeschehen. Mit monatlich rund 100 Millionen Unique Visits über die Website, Apps fürs Smartphone und Tablet sowie über den Digitaltext ist RTL News eine der populärsten deutschen Seiten im Internet. Verantwortlich für den Inhalt ist RTL interactive mit Matthias Dang und Andreas Fischer als gemeinsame Geschäftsführer. RTL interactive sowie die RTL News GmbH sind Tochterunternehmen von RTL Deutschland.

## Markenauftritt

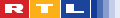
Logo der Website RTL.de bis Februar 2007
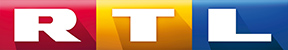
Logo der Website RTL.de bis Dezember 2018
Logo der Website RTL.de bis September 2021
Logo von der Website RTL News seit September 2021
Alternatives Logo der Website RTL News